# رياح التغيير
رياح التغيير هو برنامج تلفزيوني فكري تنموي في قناة الرسالة أذاعه الداعية الإسلامي والمدرب القيادي الكويتي طارق السويدان. وأطلق فيه مشروع التغيير الحضاري.

## فكرة البرنامج
كان طارق السويدان يحضر لإعداد الموسم الثالث من برنامج علمتني الحياة إلى أن اندلعت الثورات العربية في 2011 فقام بتعديل محتوى البرنامج ليتوائم مع المتغيرات الحاصلة في العالم العربي والمناخ الجديد من الحرية والديمقراطية وقام كذلك بتغيير اسم البرنامج من «علمتني الحياة 3» إلى «رياح التغيير».

## مواضيع الحلقات
- الحلقة 1: معادلة التغيير
- الحلقة 2: القوانين القرآنية للحضارات
- الحلقة 3: القوانين التاريخية للحضارات
- الحلقة 4: تواصل مع الجمهور في بث مباشر
- الحلقة 5: تواصل مع الجمهور في بث مباشر
- الحلقة 6: أزمة السلوك
- الحلقة 7: أزمتي التخلف والفاعلية
- الحلقة 8: أزمة القيادة
- الحلقة 9: أزمة الفكر
- الحلقة 10: القدرات الأساسية
- الحلقة 11: تواصل مع الجمهور في بث مباشر
- الحلقة 12: تواصل مع الجمهور في بث مباشر
- الحلقة 13: المقومات الإيمانية
- الحلقة 14: المقومات التشريعية
- الحلقة 15: المقومات الأخلاقية
- الحلقة 16: المقومات العملية
- الحلقة 17: المقومات الجماعية
- الحلقة 18: تواصل مع الجمهور في بث مباشر
- الحلقة 19: تواصل مع الجمهور في بث مباشر
- الحلقة 20: معايير التنافسسة العالمية (12 معيار)
- الحلقة 21:
- الحلقة 22: الصحة والتعليم الأساسي
- الحلقة 23: التعليم العالي والتدريب
- الحلقة 24: التقنية والإبداع
- الحلقة 25: الإسلام والتغيير الحضاري
- الحلقة 26: الدولة الإسلامية
- الحلقة 27: شبهات حول الدولة الإسلامية
- الحلقة 28: منحنى الحضارة
- الحلقة 29: تواصل مع الجمهور في بث مباشر

## وقت العرض
بث يوميا طيلة رمضان 1432هـ - 2011م في 12:00 مساءً ويعاد في 06:00 صباحا و 17:30 بتوقيت مكة المكرمة.

## فريق العمل
- المقدم: طارق السويدان
- مدير الإنتاج: نبيل المساعفة
- مدير المحتوى: لؤي الفداغ
- المخرج: علي المعلم
- المنتج: قناة الرسالة
- التصوير: استوديوهات قناة الراي

## الجزء الثاني
انطلق الجزء الثاني من رياح التغيير في الجمعة 30 مارس 2012 وقد بثت الحلقة الأولى منه مباشرة مع 09:00 مساء بتوقيت مكة المكرمة وكانت حلقة تواصل مباشر مع الجمهور. ستُعرض في الجزء الثاني الخطة التفصيلية لمشروع التغيير الحضاري.

## وصلات خارجية
- رياح التغيير قناة الرسالة
- الموقع الرسمي لطارق السويدان
- الموقع الرسمي لقناة الرسالة